# مارغوث إسكوبار
مارغوث إسكوبار ناشطة إكوادورية في مجال البيئة وحقوق السكان الأصليين.

## حياتها
ولدت إسكوبار في 1954 في بويو، باستازا وهي تنتمي إلى عرقية الميستيثو.

## نشاطها
تعارض إسكوبار، وهي امرأة من الأمازون، استخراج المعادن في منطقة الأمازون الإكوادورية.
ساعدت إسكوبار في إنشاء «الاتحاد الإقليمي لمنظمات الفلاحين في مانابي» في 1975، والذي كان مهمًا في استعادة الأراضي الريفية للعديد من العائلات في مقاطعة مانابي.

## المضايقات القضائية
اتُهمت إسكوبار بالاعتداء على أندريه نيكونوف، مدير بيلوروسنفت [الإنجليزية] واستدعاها مكتب المدعي العام في 2014، بتهمة التخريب والإرهاب.
تعرضت إسكوبار للضرب والاعتقال بعد قيامها بإضراب عام ومظاهرة في بويو في 13 أغسطس 2015، والتي نظمتها نقابة العمال ومنظمات السكان الأصليين بما في ذلك اتحاد القوميين الأصليين في الإكوادور (Conaie). دعت المظاهرات إلى الإصلاح الزراعي وتحسين الوصول إلى الخدمات الصحية ومعارضة تطوير التعدين واتفاقية التجارة الحرة مع الاتحاد الأوروبي ومعارضة التعديل المقترح لدستور الإكوادور الذي كان سيسمح بإعادة انتخاب الرئيس رافائيل كوريا إلى أجل غير مسمى. وحكم قاضٍ بضرورة بقائها رهن الاعتقال الوقائي لمدة 30 يومًا، لمنعها من الإخلال بالأمن. لكن التهم سقطت عنها لعدم كفاية الأدلة في ديسمبر 2015.

## حريق متعمد
دمر حريق متعمد منزل إسكوبار في 29 سبتمبر 2018. كان المنزل مكانًا للقاء مجموعة النساء الأمازونيات [الإنجليزية]، وهي مجموعة من نساء غابة الأمازون، التي تنتمي إليها إسكوبار. تُعرف أيضًا باسم مجموعة أمازون النسائية، وهي مجموعة من السكان الأصليين تدافع بشكل كبير عن منطقة الأمازون الإكوادوري.
وقد تعرضت عضوات أخريات من النساء الأمازونيات مثل نيما غريفا، باتريشيا غوالينغا وسالومي أراندا للاعتداء والتهديد، وجمعت المجموعة، بالاشتراك مع منظمة العفو الدولية، أكثر من 250.000 توقيع وسلمتها إلى المدعي العام في الإكوادور للمطالبة بإحراز تقدم في التحقيقات المتوقفة. سُلمت هذه التوقيعات في 9 مارس 2015.